# Huaytará (província)

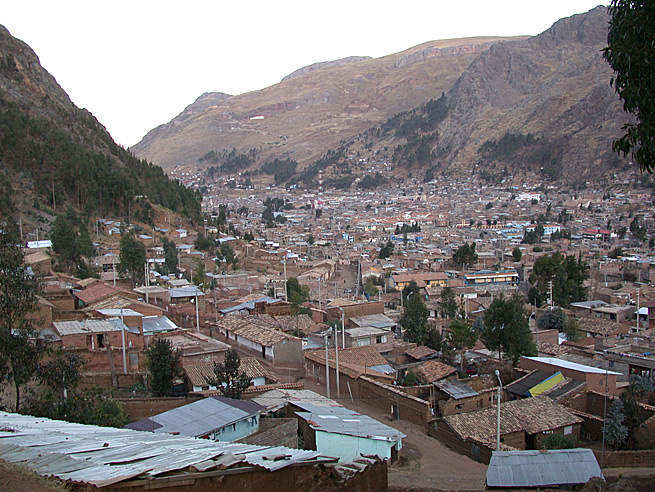
Vista da cidade de Huancavelica.

Huaytará é uma província do Peru localizada na região de Huancavelica. Sua capital é a cidade de Huaytará.

## Distritos
- Ayaví
- Córdova
- Huayacundo Arma
- Huaytará
- Laramarca
- Ocoyo
- Pilpichaca
- Querco
- Quito-Arma
- San Antonio de Cusicancha
- San Francisco de Sangayaico
- San Isidro
- Santiago de Chocorvos
- Santiago de Quirahuara
- Santo Domingo de Capillas
- Tambo